# League Weekly
League Weekly est un hebdomadaire britannique de rugby à XIII  qui parait le lundi au Royaume-Uni. Il ne doit pas être confondu avec le magazine australien « Rugby League Week (en)» .

En 2020, à la suite de la crise du covid19, la rédaction annonce la suspension du magazine.

## Histoire
Début 2021, après dix-huit ans d'existence, on apprend la disparition du magazine, victime des conséquences de la pandémie du Covid-19.

## Ligne éditoriale
Le magazine propose des comptes rendus de matchs, des reportages, des photographies couleurs et couvre principalement la Super League, le Championship  la première division anglaise et le championnat australien. 
Au contraire de ses concurrents, Rugby Leaguer&League Express ainsi que Rugby League World,  il ne couvre que marginalement les événements internationaux, très peu pour ne pas dire pas du tout le rugby à XIII de France. Sa ligne éditoriale en 2018 semble peu sensible au développement du rugby à XIII international dans le monde (expansion en anglais), ses colonnes ne traitant pratiquement que des sujets sur les «  Big three » : Australie, Nouvelle-Zélande, et Angleterre et très peu de sujets concernant les nations émergentes.
Il fait cependant sa « Une » sur la victoire des Dragons Catalans en Challenge Cup au mois d'aout 2018.
Par ailleurs, il est très attentif aux problèmes internes du rugby à XIII en Angleterre,  qu'il n'hésite pas à qualifier de « guerres civiles  »(Civil Wars). 